# كلينت فورد
كلينت فورد (بالإنجليزية: Clint Ford)‏ مواليد 27 يناير 1976 في تكساس، الولايات المتحدة، هو ممثل أمريكي بدأ مسيرته الفنية سنة 1998.

## الأعمال
- سلة الفاكهة
- لوبين الثالث
- دراغون بول زد

## روابط خارجية
- كلينت فورد على موقع IMDb (الإنجليزية)